# Leandro Daniel
Leandro Daniel Colombo (Curitiba, 15 de março de 1975) é um ator brasileiro, conhecido por ter interpretado o Sereno de I Love Paraisópolis, William de Rock Story e o Petrônio de Deus Salve o Rei.
Ele ingressou na Faculdade de Artes Cênicas em 1995. Em sua carreira participou de mais de 40 produções teatrais.

## Filmografia

### Televisão
| Ano  | Título                 | Personagem            | Nota                         |
| ---- | ---------------------- | --------------------- | ---------------------------- |
| 2009 | Som & Fúria            | Leandro               | Participação especial        |
| 2011 | Insensato Coração      | Dr. Guerra            | Participação especial        |
| 2011 | Fina Estampa           | Fotógrafo             | Participação especial        |
| 2011 | O Astro                | Jorge                 | Participação especial        |
| 2012 | Lado a Lado            | Dr. Maciel            | Participação especial        |
| 2012 | Avenida Brasil         | Neco                  | Participação especial        |
| 2012 | Amor Eterno Amor       | —                     | Participação especial        |
| 2013 | Sangue Bom             | Dr. Guerra            | Participação especial        |
| 2013 | Joia Rara              | Robson                | Participação especial        |
| 2013 | Amor à Vida            | Juarez                | Participação especial        |
| 2013 | A Teia                 | Túlio                 | Participação especial        |
| 2014 | Amores Roubados        | —                     |                              |
| 2015 | I Love Paraisópolis    | Sereno                |                              |
| 2016 | Rock Story             | William / Tia Lurdes  |                              |
| 2018 | Deus Salve o Rei       | Petrônio              |                              |
| 2018 | Segundo Sol            | Natalino              | Capítulos: "1–11 de outubro" |
| 2020 | Reality Z              | Augusto               |                              |
| 2022 | Sentença               | Matheus               |                              |
| 2022 | Mar do Sertão          | Floro Borromeu        |                              |
| 2023 | Todo Dia a Mesma Noite | Promotor Celso Avelar |                              |
| 2023 | Fuzuê                  | Feliciano             | Episódios: "2-24 de outubro" |
| 2024 | No Rancho Fundo        | Floro Borromeu        |                              |

### Cinema
2009 - Morgue Story: Sangue, Baiacu e Quadrinhos
2010 - Curitiba Zero Grau
2011 - VIPs
2011 - Amor Fati (curta-metragem)
2012 - Nervo Craniano Zero